# Љу Хуејсја
Љу Хуејсја (кин: 刘蕙瑕; пинјин: Liú Huìxiá; Хуангши, 30. новембар 1997) елитна је кинеска скакачица у воду и двострука светска првакиња у синхронизованим скоковима са торња са висине од 10 метара. Њена специјалност су скокови са торња.
Скокове у воду тренира од 2001. године, а први значајнији резултат остварила је 2009. на јуниорском нациналном првенству где је освојила две сребрне медаље. Највеће успехе у каријери остварила је освајањем две узастопне титуле светске првакиње у синхронизованим скоковима са торња на светским првенствима 2013. у Барселони и 2015. у Казању. Оба пута њена партнерка била је Чен Жуолин.
Од стране ФИНА проглашена је за најбољу светску скакачицу године за 2014. годину.

## Медаље
Светска првенства
- | Барселона 2013. | торањ 10 метара синхронизовано
- | Казањ 2015. | торањ 10 метара синхронизовано